# Casas de Haro
Casas de Haro es un municipio y localidad española de la provincia de Cuenca, en la comunidad autónoma de Castilla-La Mancha. El término municipal tiene una población de 836 habitantes (INE 2024).

## Geografía
El municipio se ubica al sur de la provincia de Cuenca, en el límite con la provincia de Albacete, a 112 kilómetros de la capital provincial, Cuenca. El territorio es muy llano como buena parte de la Mancha Conquense, comarca a la que pertenece. Según el mapa del Instituto Geográfico Nacional Casas de Haro se encuentra a 727 metros sobre el nivel del mar. Por el territorio municipal pasan las autopistas A-31 y AP-36 así como la carretera N-301. Su término municipal limita con los términos de Casas de Fernando Alonso, Vara del Rey, Pozoamargo, Casas de los Pinos, Minaya y la La Roda.

## Historia
Se han hallado vestigios de restos íberos y prerrománicos en el término municipal. El primer asentamiento en este lugar podría deberse a su buena posición en una intersección cañadas. El pueblo ocupa una hondonada y se encuentra agua de buena calidad a poca profundidad. Entre otros, está el pozo de la Peña, entre el Simarrillo y Casas de la Loma, donde el agua se halla a unos 4 metros de profundidad y todavía hoy sirve de abrevadero a los ganados y a la gente que por allí pasa.
El área donde se ubica San Clemente era zona de paso entre la meseta y el levante. Fueron apareciendo pequeñas aldeas para el aprovechamiento del terreno, que han dado nombre a los distintos barrios y entidades anejas que componen el municipio. 
Alfonso VIII reconquista el territorio cuando en 1184 vence en la batalla de Alarcón a los musulmanes. Para recompensar a su alférez mayor, Diego López de Haro, y tras la batalla de las Navas de Tolosa (1212), le concede este territorio que pertenecerá a la Casa de Haro. 
El primer documento en el que figura Casas de Haro es de octubre de 1318 y está custodiado en el Archivo Municipal de San Clemente. Las tierras de Casas de Haro pertenecían al municipio de Alarcón. 
Se convierte en municipio en 1834 tras la supresión de los señoríos del Antiguo Régimen (1812-1837).
A mediados del siglo XIX, el lugar tenía contabilizada una población de 874 habitantes. La localidad aparece descrita en el sexto volumen del Diccionario geográfico-estadístico-histórico de España y sus posesiones de Ultramar de Pascual Madoz de la siguiente manera: 

CASAS DE HARO: l. con ayunt. en la prov. y dióc. de Cuenca (12 leg.), part. jud. de San Clemente (2 1/2), aud. terr. de Albacete (7 1/2), c. g. de Castilla la Nueva (Madrid 29): sit. en terreno llano; clima sano, y combatido de los vientos N. y E. Tiene 220 casas; escuela de primeras letras, dotada con 1,500 rs. y concurrida por 30 alumnos; igl. (Santa Maria Magdalena), aneja de la de San Clemente, servida por un cura teniente, y una ermita dedicada á San Julian, bastante deteriorada. Para el surtido del vecindario hay varios pozos con aguas dulces y delgadas. Confina el térm. por N. con Vara de Rey (1 1/2 leg.); E. Minaya (1); S. La Roda (2 1/2), y O. Casas de Fernando Alonso (1/2): comprende los barrios titulados Casas de Abajo, Casillas, Casas de Arriba, Poutas, Calozas y Reuperez. El terreno es arenoso, y ademas de un monte talar llamado Monte Viejo, que se halla al E. á unas 1,000 varas de la pobl., hay otros poblados al E. y O. de las Casas de Arriba. Los caminos dirigen á los pueblos inmediatos. La correspondencia se recibe de la adm. de San Clemente los viernes y lunes, y sale en los mismos dias. prod. cereales de todas clases, vino, algun aceile y legumbres; hay cria de ganado lanar, y caza de liebres y perdices. ind.: la agrícola. Pobl.: 220 vec., 874 alm. cap. prod.: 1.781,560 rs. imp.: 89,078 rs., importe de los consumos 3,715 rs. 17 mrs. El presupuesto municipal asciende á 4,000 rs. y se cubre con el producto de ramos arrendables y reparto vecinal.
(Madoz, 1847, p. 45)

## Demografía
Casas de Haro cuenta con una población de 836 habitantes (INE 2024).
| Gráfica de evolución demográfica de Casas de Haro entre 1842 y 2021                                                 |
| |
| Población de derecho según los censos de población del INE Población de hecho según los censos de población del INE |

## Economía
La riqueza de sus habitantes proviene del sector primario. Dentro de la agricultura debemos destacar el cultivo de la vid y la elaboración de vinos en la Sociedad Cooperativa "La Magdalena" que produce excelentes vinos tintos, blancos, rosado y desde hace algunos años se elabora también vino moscatel y vino espumoso. En el escudo de Casas de Haro figura un racimo de uvas. Dentro de la ganadería señalamos el ganado ovino y caprino, del los que proceden una buena variedad de quesos.

## Administración
Tiene como servicios un centro médico, farmacia, colegio público, biblioteca, casa de la cultura, dos oficinas bancarias, pabellón polideportivo, pista de frontón, pista de pádel, campo de fútbol y piscina pública.

### Alcaldía
El actual alcalde es Juan Ángel Alcarria Pérez (PP).
| Elecciones municipales del 28 de mayo de 2023 |       |         |            |
| Partido                                       | Votos | %       | Concejales |
| Partido Popular                               | 317   | 53,01 % | 4          |
| Partido Socialista Obrero Español             | 213   | 35,62 % | 3          |
| VOX                                           | 68    | 11,37 % | 0          |

| Periodo   | Nombre                    | Partido   |
| --------- | ------------------------- | --------- |
| 1987-1991 | Ángel Martínez Grande     | AP-PP     |
| 1991-1995 | Ángel Martínez Grande     | PP        |
| 1995-1999 | Rosa Mª Chazarra Moya     | PSOE      |
| 1999-2003 | Rosa Mª Chazarra Moya     | PSOE      |
| 2003-2007 | Pedro Jareño Paricio      | PP        |
| 2007-2011 | Pedro Jareño Paricio      | PP        |
| 2011-2015 | Pedro Jareño Paricio      | PP        |
| 2015-2019 | Pedro Jareño Paricio      | PP        |
| 2019-2023 | Isidoro Cuenca Perona     | PSCM-PSOE |
| 2023-act. | Juan Ángel Alcarria Pérez | PP        |

## Patrimonio

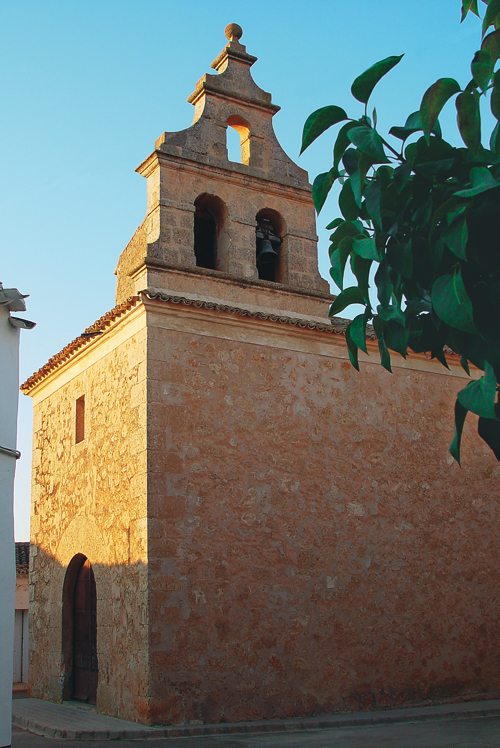
Iglesia de Santa María Magdalena

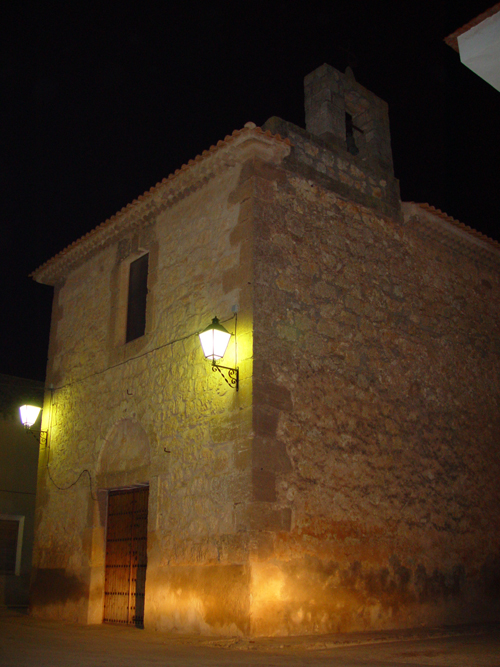
Ermita de San Julián

Sus edificios más antiguos son la iglesia parroquial de Santa María Magdalena y la ermita de San Julián.
La iglesia parroquial, que debe su nombre a la patrona del municipio, fue construida a mediados del siglo XVIII. Aunque no se tiene constancia de cuando se comenzó a construir, en 1750 esta iglesia ya había sido declarada parroquia y según el censo de 1753 ya se llamaba iglesia parroquial de Santa María Magdalena. La imagen de Santa María Magdalena es de los primeros años del siglo XVIII (1710-1720), época en la que se debió comenzar la construcción del templo. Sólo se conoce cuando fue colocada la bola de la cúspide de la espadaña, momento de su consagración en 1750. El lugar en el que se encuentra ubicada podía haber albergado un antiguo cementerio, probablemente de la época romana o visigoda. 
El edificio está formado por un gran cuerpo central de planta casi perfecta en forma de cruz latina con portada de dovelas planas y alargadas. Graciosa espadaña montada sobre el muro lateral, de sillería de dos cuerpos y copete con tres huecos para las campanas y otro en el cuerpo superior. Pertenece a un periodo de Barroco tardío, pero con claras influencias clásicas en el interior, caracterizado por una manifestación arquitectónica puramente sobria e integrada en el ámbito rural. En cambio, según su aspecto exterior, podría tratarse de una construcción propia de la Edad Media, pues se utiliza el mampuesto propio de la época, las casi inexistentes y muy altas ventanas y una disposición en planta de cruz latina.
La ermita de San Julián data del siglo XVIII y está situada en el denominado Barrio de Arriba, siendo una edificación aislada de la zona urbana consolidada, donde el entorno viene determinado por casas de una y dos plantas preferentemente y en manzanas cerradas. Se trata de una edificación de pequeña nave de crucero y sobre él bóveda vaída, con las restantes bóvedas de cañón. Apoyos formados por pilastras interiores con cornisa corrida.
Son destacables igualmente los cubos (denominados en otras partes como cucos), que son antiguas construcciones que servían como refugio a pastores y campesinos ante las inclemencias del tiempo y como lugar de pernocta en las largas jornadas y temporadas de trabajo. En su mayoría los podemos encontrar en la zona sur y más distante del municipio. Están hechos con piedra de los terrenos donde están construidos. Utilizaban piedras grandes que se van entrelazando con otras más pequeñas en forma de cuña. El proceso de construcción de estos cubos resulta curioso, ya que se ponía una guía en el centro que consistía en un palo con una cuerda que se iba enrollando conforme ponían las filas de piedras, dándoles así esa forma tan peculiar. Estas construcciones presentan en ocasiones estructuras de forma cilíndrica terminada en punta, y en otras ocasiones son más redondeadas y chatas. Algunos cubos cuentan con corral anexo para guardar el ganado llamados corralizas. Otro cubo que merece mención especial es el cubo Mangas, con varias habitaciones e incluso chimenea. Prácticamente todos los refugios todavía mantienen el mismo aspecto que en tiempos pasados.

## Gastronomía
En lo que respecta a la gastronomía, encontramos platos típicos manchegos, como las gachas, el tojunto, el ajoarriero, el morteruelo, el pisto manchego, el queso y el vino moscatel, todavía hoy elaborado artesanalmente, pisando la uva, en bodegas caseras.
En Semana Santa se degustan rolletes, flores y tortillas, todo regado con vino moscatel, y el Domingo de Resurrección, tras cantar el Aleluya, en muchas casas se percibe el olor a asado de cordero manchego.